# Goroda i gody
Goroda i gody é um filme de drama soviético de 1930 dirigido por Yevgeni Chervyakov.

## Enredo
O filme mostra a vida cotidiana na Alemanha e na Rússia, tendo como pano de fundo a Primeira Guerra Mundial e a Guerra Civil na Rússia.

## Elenco
- Bernhard Goetzke
- Ivan Chuvelyov como Andrei Startsov
- Gennadiy Michurin como Kurt Van
- Sofiya Magarill como Marie Uhrbach
- Andrei Kostrichkin como Albert Birman